# Kościół Matki Bożej z Góry Karmel w Xlendi
Kościół Matki Bożej z Góry Karmel (malt. Il-knisja tal-Madonna tal-Karmnu, ang. Our Lady of Mount Carmel Church) – rzymskokatolicki kościół w wiosce Xlendi, będącej administracyjnie częścią miejscowości Munxar na wyspie Gozo, Malta.

## Historia
Historia kościoła sięga 2. połowy XIX wieku. W 1864 notariusz Niccolò Cauchi podarował fundusze na budowę świątyni w miejscowości, w której jego rodzina miała swą letnią rezydencję. Teren pod budowę kościoła podarowali ojcowie Karmelici z Mdiny, i pod koniec tegoż roku biskup Pietro Pace poświęcił kamień węgielny przyszłego kościoła. Jego architektem był Klement Basuttil z Gozo. Cztery lata później, w 1868, budowa została zakończona. Nowy kościół, będący pod świeckim patronatem rodziny Cauchi, poświęcił w 1869 biskup Gozo Anton Grech Delicata.

Budowa kościoła udokumentowana jest inskrypcją, znajdującą się w jego zakrystii, a głoszącą:

Kaplica poświęcona Dziewicy z Góry Karmel została zbudowana w 1868 jako żarliwe wypełnienie ślubowania przez notariusza Niccolò Cauchiego, na połaci gruntu podarowanej przez karmelitańskich mnichów z Imdiny, którzy zachowują wszelkie prawa jego odzyskania, jeśli straci swój pierwotny cel.

Kościół w Xlendi był pierwszym kościołem zbudowanym na wyspie po ogłoszeniu Gozo samodzielną diecezją. 
Po śmierci Niccola Cauchiego w 1872 opiekę nad kościołem przejęła jego córka, Carolina Cauchi. W 1905, z wyboru Caroliny rektorem kościoła został ks. Giovanni Maria Attard, zwany Dun Ġamri. Zapoczątkował on serię inicjatyw, poprawiający stan i wygląd kościoła, wprowadził w wiosce kult św. Józefa, którego uroczystość obchodzona była jako druga lokalna fiesta. Wydał sporo swoich pieniędzy na upiększenie świątyni.
W 1907 zmarła Carolina Cauchi. Kościół, zgodnie z jej testamentem, przeszedł pod zarząd sióstr Dominikanek, które wkrótce, z powodu braku środków na jego zarządzanie, przekazały go biskupowi Gozo.
Okres po II wojnie światowej, a zwłaszcza lata 60. XX wieku przyniosły wzrost populacji wioski. Ks. Joseph Curmi, ówczesny rektor kościoła, zdecydował się na jego rozbudowę. Prace rozpoczęto w 1969, zaś w 1972 biskup Nikol Ġużeppi Cauchi poświęcił dobudowaną z tyłu kościoła część. Podczas rozbudowy świątyni, na placu przed jej frontem ustawiona również została figura Matki Bożej z Dzieciątkiem.

## Architektura

### Wygląd zewnętrzny
Fasada zbudowana jest w typowej powściągliwej klasycznej kompozycji, emanująceje siłą i prostotą. Elewacja frontowa jest otoczona parą pilastrów, które wznoszą się na pełną wysokość budynku, wspierając belkowanie i gzyms. Powyżej gzymsu elewacja zwęża się, przechodząc w segmentowy fronton. Główne drzwi, usytuowane centralnie w fasadzie, zwieńczone są trójkątnym frontonem wspartym na zrolowanych wspornikach, które z kolei osadzone są na szczycie prostych pilastrów, stojących po obu stronach drzwi. Wysoko w ścianie nad drzwiami znajduje się owalne okno.

Kościół ma dzwonnicę z pięcioma dzwonami.

### Wnętrze
Jedną z pierwszych rzeczy zakupionych do kościoła był obraz tytularny. Zamówił i sfinansował jego wykonanie fundator kościoła, notariusz Cauchi. Obraz, który namalował w 1869 maltański artysta Salvatore Micallef, przedstawia Matkę Bożą z Dzieciątkiem na kolanach, siedzącą na chmurach, i przekazującą szkaplerz św. Szymonowi Stock. Matka Boża otoczona jest kręgiem główek małych aniołków. 14 sierpnia 1942, podczas nocnej burzy, obraz został uszkodzony. Jego renowacji dokonał Wistin Camilleri.
W kościele znajduje się statua procesyjna, przedstawiająca Matkę Bożą z małym Jezusem, błogosławiących wiernych szkaplerzem świętym. Wykonana została w 1965, zaś odnowiona w 1993. Jest tam również seria sześciu obrazów o tematyce karmelitańskiej, wykonanych przez lokalnego artystę Joe Cutajara.

## Fiesta
Uroczyste święto patronalne kościoła obchodzone jest w pierwszą niedzielę września. Poprzedza je nowenna, w przeddzień święta celebrowana jest msza święta. W dzień patronki uroczystą mszę świętą odprawia biskup, zaś wieczorem ma miejsce procesja z figurą, a następnie fiesta.

## Kościół dziś
Dziś w kościele odprawiane są codziennie msze święte: w dni powszednie o 8:00 i 19:00 (w zimie 18:00) , w niedziele o 8:00, 10:00 i 18:00 (w zimie 17:00).

## Ochrona dziedzictwa kulturowego
Kościół wpisany jest na listę National Inventory of the Cultural Property of the Maltese Islands pod nr 01027. 